# Muscopteryx parilis
Muscopteryx parilis är en tvåvingeart som beskrevs av Henry Jonathan Reinhard 1944. Muscopteryx parilis ingår i släktet Muscopteryx och familjen parasitflugor. Inga underarter finns listade i Catalogue of Life.